# Venade
Venade is een plaats (freguesia) in de Portugese gemeente Caminha en telt 866 inwoners (2001).

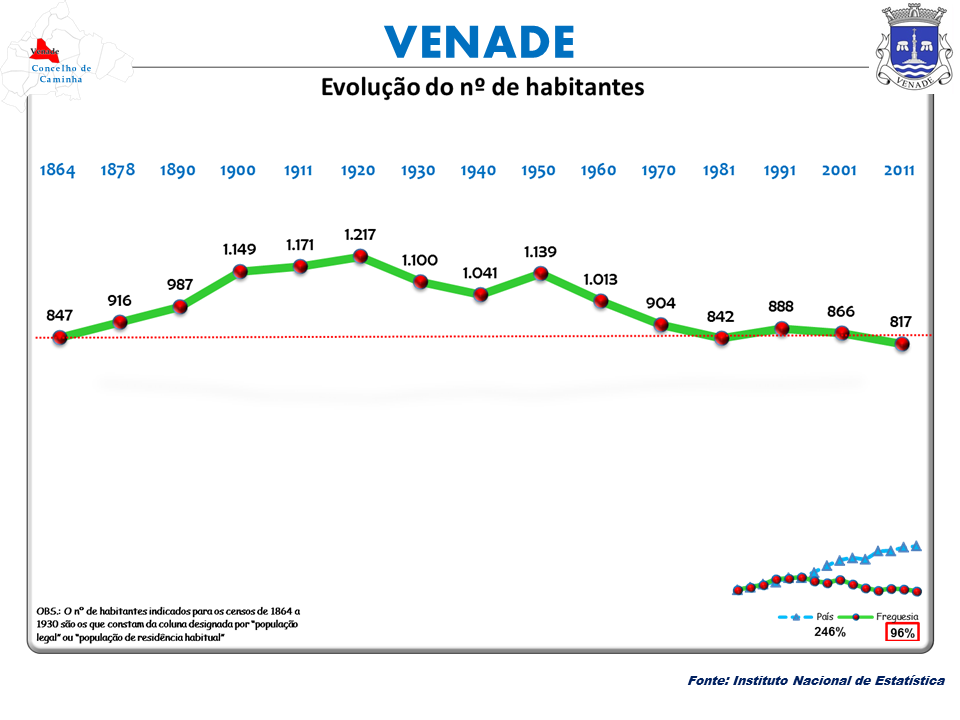
Bevolkingsontwikkeling tussen 1864 en 2011